# گورستان قدیمی روستای ایاس جان
گورستان قدیمی روستای ایاس جان مربوط به سده‌های متاخر دوران‌های تاریخی پس از اسلام است و در شهرستان بیضا، بخش بیضا، دهستان بیضا، ۲۰۰ متری جنوب غربی روستای ایاس جان واقع شده و این اثر در تاریخ ۱۸ شهریور ۱۳۸۷ با شمارهٔ ثبت ۲۳۴۵۸ به‌عنوان یکی از آثار ملی ایران به ثبت رسیده‌است.